# 언니네 산지직송
《언니네 산지직송》은 2024년 7월 18일부터 2024년 10월 10일까지 방송 되었던 여행 전문 예능 프로그램이다.

## 출연진
- 염정아
- 안은진
- 박준면
- 덱스